# Adwa (woreda)
Pour les articles homonymes, voir Adoua (homonymie).
Adwa ou Adoua est l’un des 36 woredas de la région du Tigré, en Éthiopie.